# Bzipta
Bzipta (en georgiano: ბზიფთა; en abjasio: Бзыԥҭа) es una aldea que pertenece a la parcialmente reconocida República de Abjasia, parte del distrito de Gagra, aunque de iure pertenece al municipio de Gagra de la República Autónoma de Abjasia de Georgia.

## Toponimia
Entre la década de 1940 y 1955, el nombre de la aldea era Bzisjevi (en georgiano: ბზიბისხევი). 

## Geografía
Bzipta se encuentra en el margen derecho del río Bzipi, a 8 km del mar Negro y a 20 km de Gagra. Las aldea se administra desde el pueblo de Bzipi.

## Demografía
La evolución demográfica de Bzipta entre 1959 y 1989 fue la siguiente:
| 434                                                 | 351 |
| (Fuente: Population of Abkhazia since Soviet times) |     |

Según el censo de 1959, la mayoría de la población local eran georgianos.